# Hugo Koch
 (octobre 2017).
Si vous disposez d'ouvrages ou d'articles de référence ou si vous connaissez des sites web de qualité traitant du thème abordé ici, merci de compléter l'article en donnant les références utiles à sa vérifiabilité et en les liant à la section « Notes et références ».
Pour les articles homonymes, voir Koch.
Hugo Alexander Koch, né le 9 mars 1870 à Delft et mort le 3 mars 1928 à Düsseldorf, est un inventeur néerlandais qui a conçu le principe de machine de chiffrement. Il est parfois faussement crédité comme le créateur de la machine Enigma, bien que celle-ci soit attribuée à l'ingénieur allemand Arthur Scherbius.
Koch a déposé son brevet de machine de rotor le 7 octobre 1919 et a accordé aux Pays-Bas tenu par le Naamloze Vennootschap Ingenieursbureau Securitas à Amsterdam. Aucune machine n'a été construite à partir de ce brevet. En 1927, il a cédé ses droits à Arthur Scherbius, l'inventeur de la machine Enigma. Scherbius avait développé l'idée de chiffrement à l’aide de machine de rotor indépendamment de Koch et avait déposé son propre brevet en 1918. Selon Friedrich L. Bauer (1999), Scherbius a acheté le brevet de Koch parce qu'il ne possédait pas de brevets, vraisemblablement pour protéger le sien.[pas clair]